# Eduardo Castejón Nosti
Eduardo Castejón Nosti (Oviedo, 19 de julio de 1977) es un actor, director, productor y guionista español. Ha desarrollado su carrera en cine, televisión y teatro, y es conocido por su participación en series como Hospital Central (2006), Servir y proteger (2017) y LJ Detective (2018).

## Biografía
Castejón nació en Oviedo en 1977. Comenzó su trayectoria artística como modelo a una edad temprana, y posteriormente se trasladó a Madrid para estudiar interpretación en la Escuela Cristina Rota, formación que compaginó con la licenciatura en Derecho en la Universidad de Oviedo. Tras finalizar sus estudios, ejerció como abogado durante cinco años antes de dedicarse plenamente a la interpretación.

## Trayectoria profesional

### Cine
- El Duro (2024)[3][4]
- Flores de cemento (2023)[5][6][7]
- Balas y Katanas (2023)[8][9]
- Las guerras del narcotráfico (2022)[10]
- Los 7 de Lucifer (2020)
- Somos los Marven (2020)[11]
- El Protector (2020)[12][13]

- El Extranjero (2019)[14]
- Buscando a Rufo (2019)[15][16]

- El crucigrama de Jacob (2018, documental)[1]
- El último invierno (2018), dirigida por Julio de la Fuente[17][18][19]

### Televisión
- Hospital Central (2006, Telecinco)
- Servir y proteger (2017, TVE)
- LJ Detective (2018)
- Cuéntame cómo pasó (2019, TVE)
- Gigantes (2018, Movistar+)
- El accidente (2018, Telecinco)
- La Valla (2019, Antena 3)[1]

### Teatro
- "Mazías, la poesía mata" (2021-2023), de Ángel García[20]

Según la entrevista en Fusión Asturias, Castejón ha desarrollado también una carrera en el ámbito teatral, tanto como actor como director.

## Formación
- Licenciatura en Derecho por la Universidad de Oviedo

- Estudios de Arte Dramático en la Escuela Cristina Rota, Madrid[2]